# گونی‌کوی (امیرداغ)
گونی‌کوی (به ترکی استانبولی: Güneyköy) یک منطقهٔ مسکونی در ترکیه است که در امیرداغ واقع شده‌است.